# Aurora Abatangelo
Aurora Enrica Abatangelo (Desio, 14 dicembre 2002) è una hockeista su ghiaccio italiana.

## Biografia

### Club
Ha esordito giovanissima con la maglia del Como nella massima serie italiana, nella stagione 2015-2016. Dopo due stagioni con le lariane si è trasferita all'EV Bozen Eagles, con cui nella stagione 2017-2018 ha vinto il campionato e disputato la EWHL.
Dal 2018 al 2023 ha giocato nei campionati svizzeri. Nella prima stagione ha vestito la maglia delle Ambrì-Piotta Girls, con cui ha guadagnato la promozione dalla quarta alla terza serie. Si è poi trasferita alle Lugano Ladies in massima serie. Nella stagione 2019-2020 ha raccolto anche alcune presenze in prestito con le Ambrì-Piotta Girls (sia con la prima squadra in terza serie che con la seconda squadra, che invece militava in quarta serie), mentre dalla successiva ha giocato esclusivamente con le luganesi, vincendo il titolo al termine della stagione 2020-2021.
È rimasta a Lugano fino al dicembre del 2023, quando ha fatto ritorno alle Eagles bolzanine.
Il ritorno in Italia fu però molto breve: già nel corso dell'estate successiva passò alle Davos Ladies.

### Nazionale
Con la maglia della nazionale italiana Under-18 ha disputato quattro mondiali di categoria, uno (2017) in Prima Divisione - Gruppo B (vinto) e tre (2018, 2019 e 2020) in Prima Divisione - Gruppo A.
Ha esordito giovanissima anche con la nazionale maggiore: il primo appuntamento ufficiale sono stati i mondiali del 2018. Con le azzurre ha poi giocato anche i mondiali del 2019, 2022, 2023 e le qualificazioni olimpiche per Pechino 2022.

## Palmarès
- Campionato italiano femminile: 2

EV Bozen Eagles: 2017-2018, 2023-2024
- Swiss Women's Hockey League A: 1

Lugano Ladies: 2020-2021